# ニーナ・メルセデス

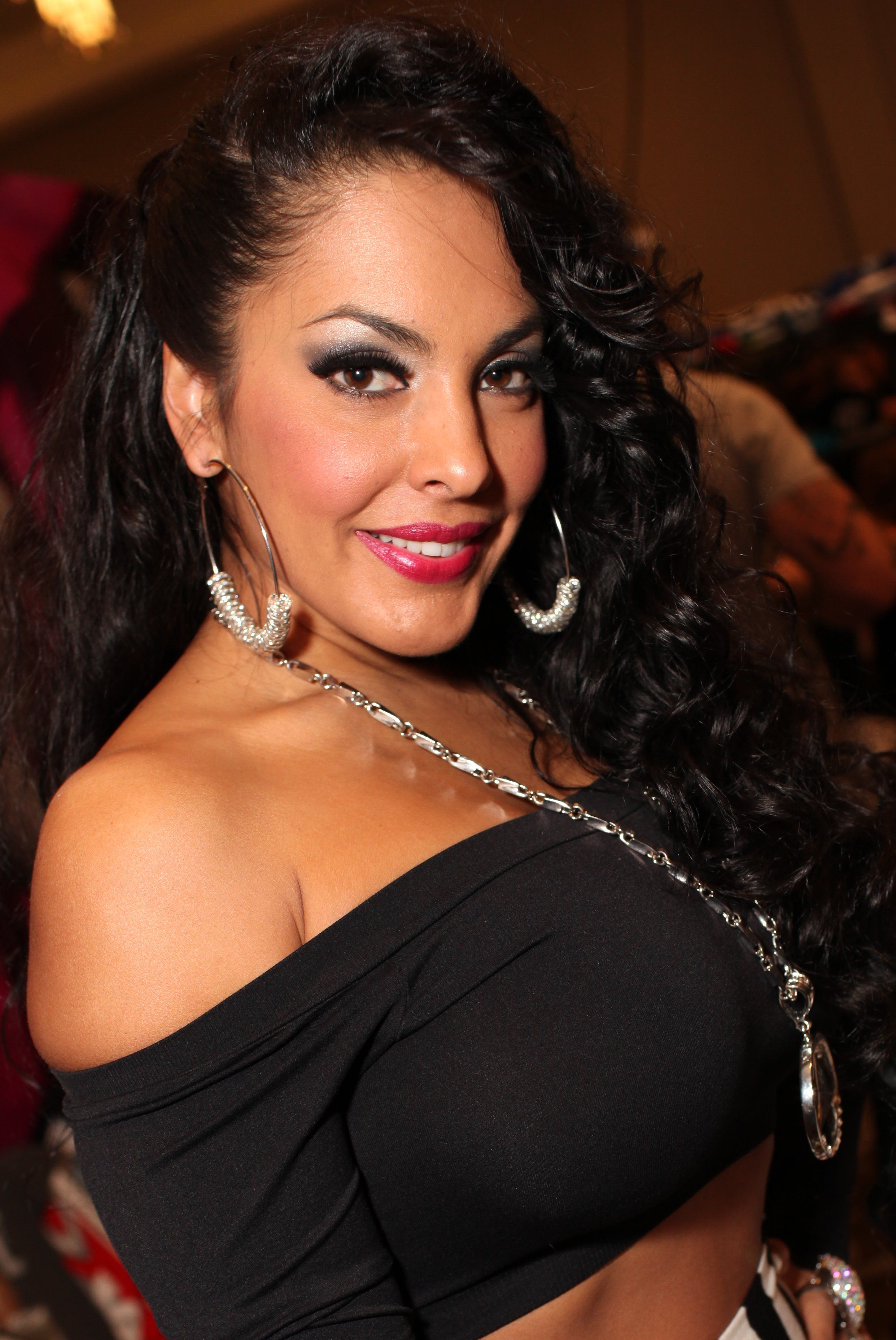
ニーナ・メルセデス

ニーナ・メルセデス（Nina Mercedez、 1979年11月10日 - ）は、アメリカ合衆国のポルノ女優。テキサス州コーパスクリスティ出身。